# Franz Josef Gebert

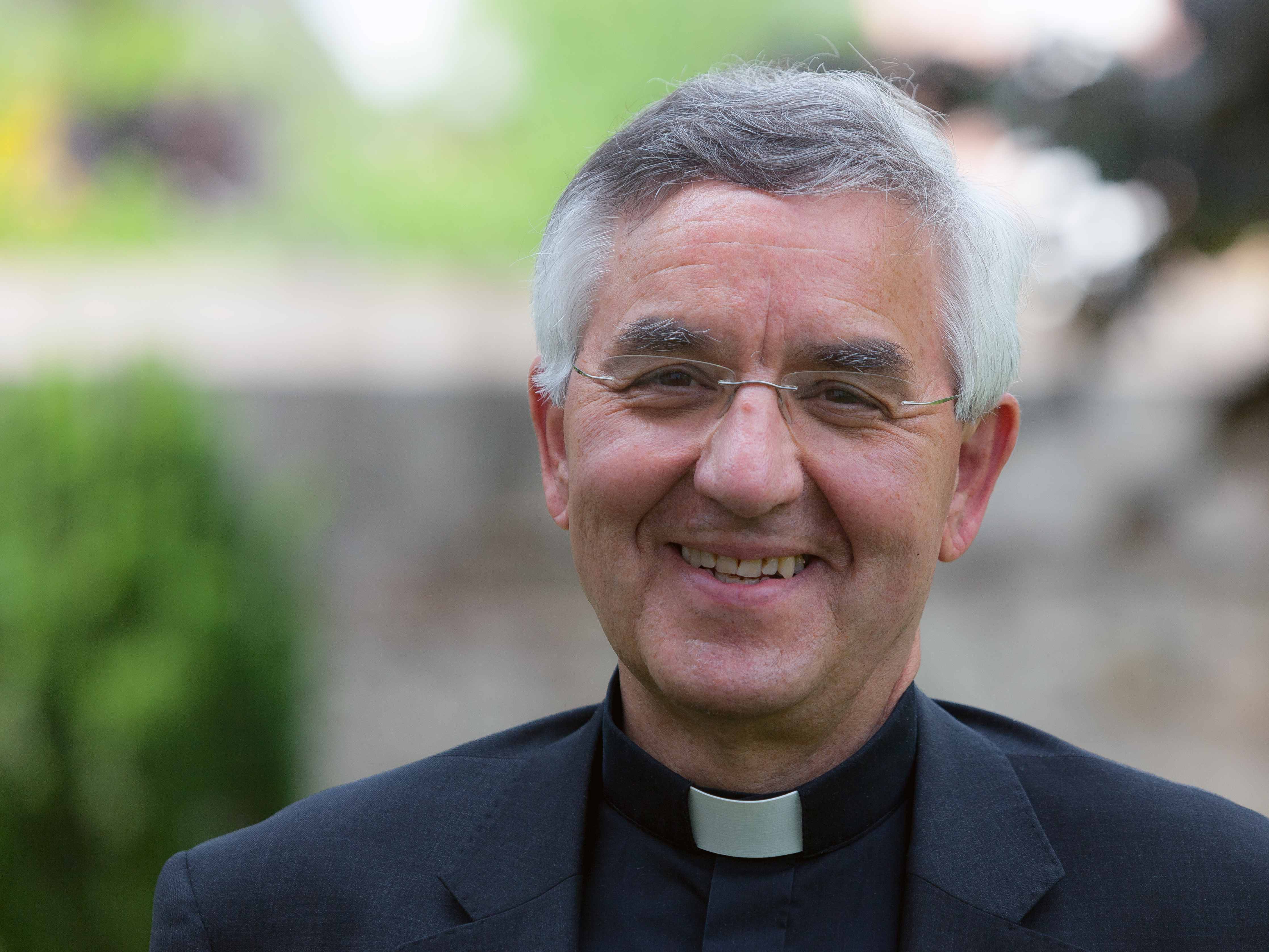
Franz Josef Gebert

Bischofswappen: „(Alle wurden wir) mit dem einen Geist getränkt“

Franz Josef Gebert (* 21. Februar 1949 in Schweich an der Mosel) ist ein deutscher Geistlicher und emeritierter römisch-katholischer Weihbischof in Trier.

## Leben
Franz Josef Gebert absolvierte als Sohn einer Winzerfamilie aus Schweich zunächst eine Ausbildung zum Weinhandelsküfer. Anschließend studierte er in Trier und als Germaniker an der Päpstlichen Universität Gregoriana in Rom. Er empfing am 10. Oktober 1977 in Rom das Sakrament der Priesterweihe für das Bistum Trier durch Kardinal Joseph Höffner. Sein Weihespruch aus dem Petrusbrief lautet: „Dient einander als gute Verwalter der vielfältigen Gnade Gottes, jeder mit der Gabe, die er empfangen hat.“
Von 1979 bis 1981 war er Kaplan in Sinzig und anschließend persönlicher Sekretär des Trierer Bischofs Hermann Josef Spital sowie Kaplan am Trierer Dom. 1985 wurde er Subregens des Trierer Priesterseminars und 1991 Leiter der damaligen Hauptabteilung Pastorale Dienste im Bischöflichen Generalvikariat. Ab 1995 war er zudem Domzeremoniar. Seit 2000 ist Franz Josef Gebert Vorsitzender des Diözesan-Caritasverbandes Trier. Im Jahr 2001 verlieh ihm Papst Johannes Paul II. den Ehrentitel eines Päpstlichen Ehrenprälaten. Im Jahr 2002 wurde er zum Domkapitular ernannt und war seit 2004 Domdechant des Trierer Domkapitels. 2005 wurde er zum Ehrenkaplan des Malteserordens ernannt.
Am 31. Mai 2017 ernannte ihn Papst Franziskus zum Titularbischof von Vegesela in Byzacena und zum Weihbischof in Trier. Die Bischofsweihe spendete ihm der Trierer Bischof Stephan Ackermann am 3. September desselben Jahres im Trierer Dom. Mitkonsekratoren waren der Erzbischof von Luxemburg, Jean-Claude Hollerich SJ, und der Trierer Weihbischof Jörg Michael Peters. In der Deutschen Bischofskonferenz gehörte er der Glaubenskommission und der Kommission für gesellschaftliche und soziale Fragen an.
Am 24. Februar 2024 nahm Papst Franziskus das Rücktrittsangebot Geberts an, das dieser zu seinem 75. Geburtstag eingereicht hatte. Gleichzeitig legte Gebert die Ämter des Domdechanten und des stellvertretenden Generalvikars im Bistum Trier nieder.